# Guy Ritchie's The Covenant
Guy Ritchie's The Covenant (eller blot The Covenant) er en amerikansk actiondramafilm fra 2023, der er skrevet, produceret og instrueret af Guy Ritchie. I filmen medvirker bl.a. Jake Gyllenhaal og Dar Salim. Den omhandler omhandler John Kinley, der er officer i United States Army Special Forces, og Ahmed, der er en afghansk tolk, der slås mod Taliban.
Filmen blev distribueret af Metro-Goldwyn-Mayer og STXfilms og havde premiere 21. april 2023 i USA. Den fik generelt positive anmeldelser og men indspillede for blot $21 mio. mod et budget på $55 mio.

## Medvirkende
- Jake Gyllenhaal som Master Sgt. John Kinley
- Dar Salim som Ahmed
- Sean Sagar som Charlie "Jizzy" Crow
- Jason Wong som Joshua "JJ" Jung
- Rhys Yates som Tom 'Tom Cat' Hancock
- Christian Ochoa som Eduardo "Chow Chow" Lopez
- Bobby Schofield som Steve Kersher
- Emily Beecham som Caroline Kinley
- Jonny Lee Miller som Col. Vokes
- Alexander Ludwig som Staff Sgt. Declan O'Brady
- Reza Diako som Haadee
- James Nelson-Joyce som Jack "Jack Jack" Jackson
- Antony Starr som Eddie Parker
- Fariba Sheikhan som Basira

## Eksterne Henvisninger
- Guy Ritchie's The Covenant på Internet Movie Database (engelsk)
- Guy Ritchie's The Covenant på AlloCiné (fransk)
- Guy Ritchie's The Covenant på The Movie Database (engelsk)
- Guy Ritchie's The Covenant på Rotten Tomatoes (engelsk)
- Guy Ritchie's The Covenant på Metacritic (engelsk)
- Guy Ritchie's The Covenant på Filmaffinity (engelsk)